# Favorite (Q195)

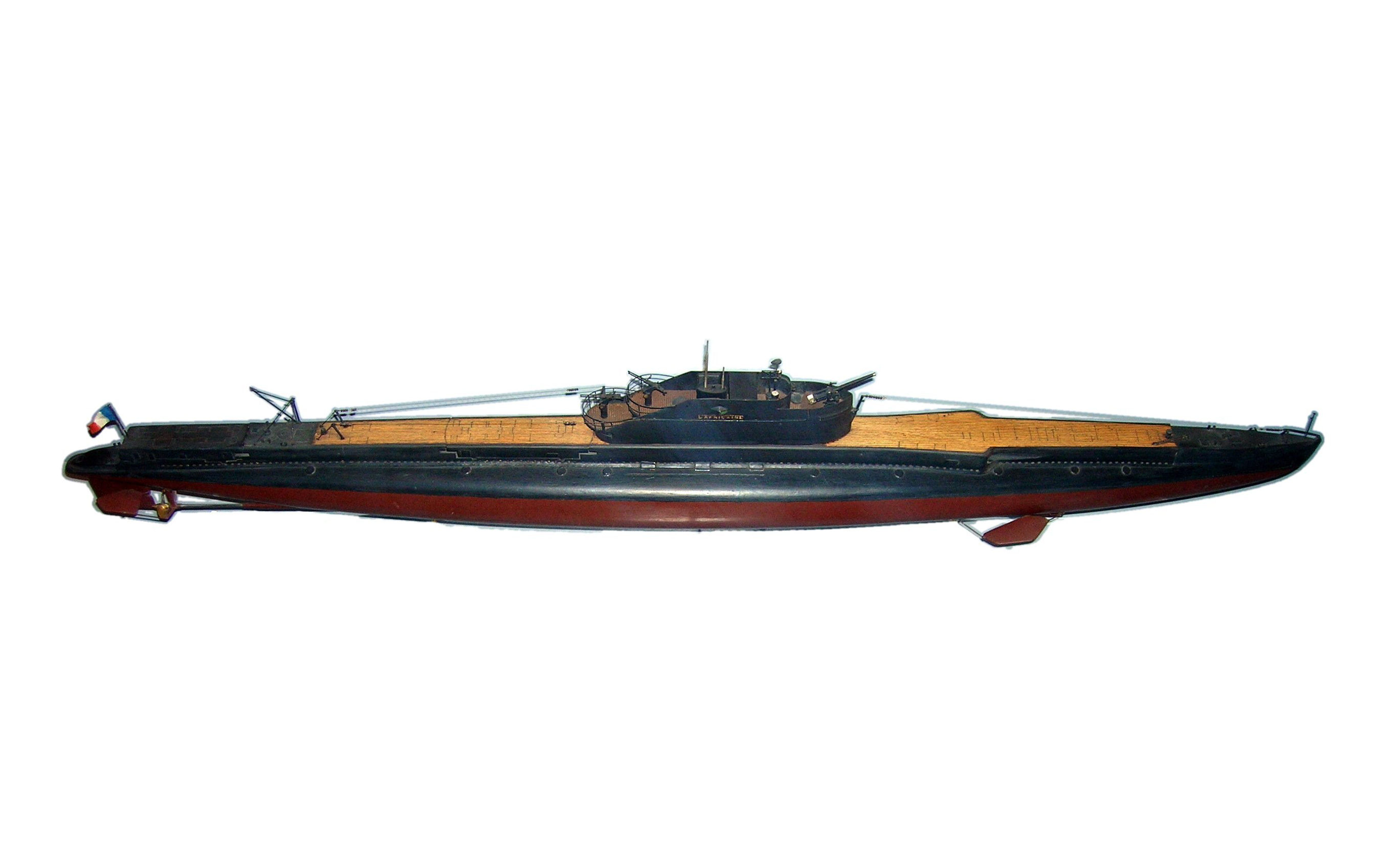
Модель аналогічного човна «Африканка»

«Фаворит» (фр. Favorite) — французький підводний човен типу «Аурор».

## Історія
Човен був закладений в грудні 1937 року в Руані. У вересні 1938 року спущений на воду і прийнятий на озброєння ВМС Франції. В червні 1940 року захоплений німецькими військами. 13 травня 1941 року перейменований на UF-2. 5 листопада 1942 року прийнятий на озброєння Крігсмаріне. Використовувався як навчальний човен в 5-й флотилії, з листопада 1943 року — в училищі підводної розвідки в Бергені. 5 липня 1944 року виведений зі складу флоту. В 1945 році затоплений в Готенгафені.

## Командири
- Корветтен-капітан Георг Ланге (5 листопада 1942 — жовтень 1943)
- Оберлейтенант-цур-зее резерву Генріх Геркен (жовтень 1943 — 5 липня 1944)